# SPHL 2009/10
Die Saison 2009/10 war die sechste reguläre Saison der Southern Professional Hockey League. Die sieben Teams absolvierten in der regulären Saison je 56 Begegnungen. Das punktbeste Team der regulären Saison waren die Mississippi Surge, während die Huntsville Havoc in den Play-offs zum ersten Mal den President’s Cup gewannen.

## Teamänderungen
Folgende Änderungen wurden vor Beginn der Saison vorgenommen:
- Die Richmond Renegades stellten den Spielbetrieb ein.
- Die Twin City Cyclones stellten den Spielbetrieb ein.
- Die Louisiana IceGators wurden als Expansionsteam in die Liga aufgenommen.
- Die Mississippi Surge wurden als Expansionsteam in die Liga aufgenommen.
- Die Pensacola Ice Flyers wurden als Expansionsteam in die Liga aufgenommen.

## Reguläre Saison

### Abschlusstabelle
Abkürzungen: GP = Spiele, W = Siege, L = Niederlagen, T = Unentschieden, OTL = Niederlage nach Overtime, GF = Erzielte Tore, GA = Gegentore, Pts = Punkte
|                       | GP | W  | L  | OTL | SOL | GF  | GA  | Pts |
| --------------------- | -- | -- | -- | --- | --- | --- | --- | --- |
| Mississippi Surge     | 56 | 34 | 14 | 2   | 6   | 210 | 165 | 76  |
| Huntsville Havoc      | 56 | 31 | 16 | 7   | 2   | 199 | 178 | 71  |
| Fayetteville FireAntz | 56 | 31 | 22 | 2   | 1   | 231 | 213 | 65  |
| Knoxville Ice Bears   | 56 | 30 | 23 | 2   | 1   | 228 | 199 | 63  |
| Pensacola Ice Flyers  | 56 | 25 | 23 | 6   | 2   | 176 | 205 | 58  |
| Columbus Cottonmouths | 56 | 22 | 27 | 5   | 2   | 171 | 207 | 51  |
| Louisiana IceGators   | 56 | 23 | 31 | 2   | 0   | 175 | 223 | 48  |

### Beste Scorer
Abkürzungen: GP = Spiele, G = Tore, A = Assists, Pts = Punkte, PIM = Strafminuten
| Spieler         | Team                  | GP | G  | A  | Pts | PIM |
| --------------- | --------------------- | -- | -- | -- | --- | --- |
| Kevin Swider    | Knoxville Ice Bears   | 53 | 44 | 58 | 102 | 38  |
| Rob Sich        | Fayetteville FireAntz | 56 | 63 | 35 | 98  | 213 |
| Chris Leveille  | Fayetteville FireAntz | 56 | 19 | 65 | 84  | 35  |
| Michael Richard | Mississippi Surge     | 51 | 24 | 51 | 75  | 90  |
| Tim Vitek       | Knoxville Ice Bears   | 56 | 24 | 49 | 73  | 24  |

## President’s-Cup-Playoffs
| President’s-Cup-Pre-Playoffs | President’s-Cup-Pre-Playoffs | President’s-Cup-Pre-Playoffs |   |                       | President’s-Cup-Halbfinale | President’s-Cup-Halbfinale | President’s-Cup-Halbfinale |  |  | President’s-Cup-Finale | President’s-Cup-Finale | President’s-Cup-Finale |
|                              |                              |                              |   |                       |                            |                            |                            |  |  |                        |                        |                        |
| 1                            | Mississippi Surge            | 3                            |   |                       |                            |                            |                            |  |  |                        |                        |                        |
| 6                            | Columbus Cottonmouths        | 1                            |   |                       |                            |                            |                            |  |  |                        |                        |                        |
| 6                            | Columbus Cottonmouths        | 1                            | 1 | Mississippi Surge     |                            |                            |                            |  |  |                        |                        |                        |
|                              |                              |                              | 1 | Mississippi Surge     |                            |                            |                            |  |  |                        |                        |                        |
|                              |                              | Freilos                      |   |                       |                            |                            |                            |  |  |                        |                        |                        |
|                              |                              |                              |   |                       |                            |                            |                            |  |  |                        |                        |                        |
|                              |                              |                              |   |                       |                            |                            |                            |  |  |                        |                        |                        |
|                              |                              |                              |   |                       |                            |                            |                            |  |  |                        |                        |                        |
| 1                            | Mississippi Surge            | 0                            |   |                       |                            |                            |                            |  |  |                        |                        |                        |
| 1                            | Mississippi Surge            | 0                            |   |                       |                            |                            |                            |  |  |                        |                        |                        |
|                              | 2                            | Huntsville Havoc             | 3 |                       |                            |                            |                            |  |  |                        |                        |                        |
| 2                            | 2                            | Huntsville Havoc             | 3 | Huntsville Havoc      | 2                          |                            |                            |  |  |                        |                        |                        |
| 2                            |                              |                              |   | Huntsville Havoc      | 2                          |                            |                            |  |  |                        |                        |                        |
| 5                            | Pensacola Ice Flyers         | 1                            |   |                       |                            |                            |                            |  |  |                        |                        |                        |
| 5                            | Pensacola Ice Flyers         | 1                            | 2 | Huntsville Havoc      | 2                          |                            |                            |  |  |                        |                        |                        |
|                              |                              |                              | 2 | Huntsville Havoc      | 2                          |                            |                            |  |  |                        |                        |                        |
|                              | 4                            | Knoxville Ice Bears          | 0 |                       |                            |                            |                            |  |  |                        |                        |                        |
| 3                            | 4                            | Knoxville Ice Bears          | 0 | Fayetteville FireAntz | 3                          |                            |                            |  |  |                        |                        |                        |
| 3                            |                              |                              |   | Fayetteville FireAntz | 3                          |                            |                            |  |  |                        |                        |                        |
| 4                            | Knoxville Ice Bears          | 0                            |   |                       |                            |                            |                            |  |  |                        |                        |                        |

## Vergebene Trophäen
| Auszeichnung                                                   | Spieler           | Team                  |
| -------------------------------------------------------------- | ----------------- | --------------------- |
| Coach of the Year Bester Trainer                               | Steffon Walby     | Mississippi Surge     |
| Most Valuable Player Bester Spieler der regulären Saison       | Rob Sich          | Fayetteville FireAntz |
| Scoring Leader Bester Scorer der regulären Saison              | Kevin Swider      | Knoxville Ice Bears   |
| Rookie of the Year Bester Rookie der regulären Saison          | Jesse Biduke      | Fayetteville FireAntz |
| Defenseman of the Year Bester Verteidiger der regulären Saison | Steve Weidlich    | Mississippi Surge     |
| Goaltender of the Year Bester Torhüter der regulären Saison    | Bill Zaniboni     | Mississippi Surge     |
| President’s Cup Gewinner der Playoffs                          | Huntsville Havoc  | Huntsville Havoc      |
| William B. Coffey Trophy Bestes Team der regulären Saison      | Mississippi Surge | Mississippi Surge     |